# Qualificazioni al campionato europeo maschile di pallavolo 2026
Le qualificazioni al campionato europeo maschile di pallavolo 2026 si sono svolte dal 16 agosto 2024 al 17 agosto 2025: al torneo hanno partecipato ventuno squadre nazionali europee e dodici si sono qualificate al campionato europeo 2026.

## Regolamento

### Formula
La formula ha previsto una fase a gironi, disputata con girone all'italiana, con gare di andata e ritorno: le prima classificata di ogni girone e le cinque migliori seconde classificate si sono qualificate per il campionato europeo 2026.

### Criteri di classifica
Se il risultato finale è stato di 3-0 o 3-1 sono stati assegnati 3 punti alla squadra vincente e 0 a quella sconfitta, se il risultato finale è stato di 3-2 sono stati assegnati 2 punti alla squadra vincente e 1 a quella sconfitta.
L'ordine del posizionamento in classifica è stato definito in base a:
- Numero di partite vinte;
- Punti;
- Ratio dei set vinti/persi;
- Ratio dei punti realizzati/subiti;
- Risultati degli scontri diretti.

## Squadre partecipanti
- Austria
- Azerbaigian
- Belgio
- Croazia
- Danimarca
- Estonia
- Georgia

- Grecia
- Israele
- Kosovo
- Lettonia
- Macedonia del Nord
- Montenegro
- Norvegia

- Rep. Ceca
- Slovacchia
- Spagna
- Svezia
- Svizzera
- Turchia
- Ungheria

## Torneo
| Girone A  | Girone B    | Girone C   | Girone D | Girone E |
| --------- | ----------- | ---------- | -------- | -------- |
| Danimarca | Austria     | Montenegro | Croazia  | Spagna   |
| Turchia   | Azerbaigian | Norvegia   | Estonia  | Svezia   |
| Ungheria  | Belgio      | Rep. Ceca  | Israele  | Svizzera |

| Girone F           | Girone G   |
| ------------------ | ---------- |
| Georgia            | Kosovo     |
| Grecia             | Lettonia   |
| Macedonia del Nord | Slovacchia |

### Girone A

#### Risultati
| 17 agosto 2024 Érd Aréna, Érd Durata: 1h:24 - Spettatori: 990                        | Ungheria  | 0 - 3 | Danimarca | 13-25, 20-25, 18-25               |
| 25 agosto 2024 Lillebeltshallen, Middelfart Durata: 1h:37 - Spettatori: 573          | Danimarca | 3 - 0 | Turchia   | 25-23, 25-23, 27-25               |
| 29 agosto 2024 Başkent Voleybol Salonu, Ankara Durata: 1h:06 - Spettatori: 2 100     | Turchia   | 3 - 0 | Ungheria  | 25-11, 25-10, 25-17               |
| 9 agosto 2025 Continental Aréna, Nyíregyháza Durata: 1h:10 - Spettatori: 1 300       | Ungheria  | 0 - 3 | Turchia   | 16-25, 17-25, 15-25               |
| 13 agosto 2025 Malatya Merkez Spor Salonu, Malatya Durata: 2h:07 - Spettatori: 5 800 | Turchia   | 3 - 2 | Danimarca | 21-25, 25-20, 19-25, 25-10, 15-10 |
| 17 agosto 2025 Odense Idrætshal, Odense Durata: 1h:13 - Spettatori: 926              | Danimarca | 3 - 0 | Ungheria  | 25-17, 25-18, 25-19               |

#### Classifica
| Pos. | Squadra   | Pt | G | V | P | SV | SP | Ratio | PF  | PS  | Ratio |
| ---- | --------- | -- | - | - | - | -- | -- | ----- | --- | --- | ----- |
| 1.   | Danimarca | 10 | 4 | 3 | 1 | 11 | 3  | 3,666 | 317 | 281 | 1,128 |
| 2.   | Turchia   | 8  | 4 | 3 | 1 | 9  | 5  | 1,800 | 326 | 253 | 1,288 |
| 3.   | Ungheria  | 0  | 4 | 0 | 4 | 0  | 12 | 0,000 | 191 | 300 | 0,636 |

      Qualificata al campionato europeo 2026.

### Girone B

#### Risultati
| 17 agosto 2024 Stadtwerke Hartberg Halle, Hartberg Durata: 1h:22 - Spettatori: 1 044 | Austria     | 3 - 0 | Azerbaigian | 25-16, 25-23, 25-14        |
| 24 agosto 2024 Palazzetto dello sport A.Y.S., Baku Durata: 1h:23 - Spettatori: 450   | Azerbaigian | 0 - 3 | Belgio      | 17-25, 12-25, 19-25        |
| 28 agosto 2024 Sportcampus Lange Munte, Courtrai Durata: 1h:20 - Spettatori: 1 897   | Belgio      | 3 - 0 | Austria     | 25-19, 25-14, 25-21        |
| 9 agosto 2025 Stadtwerke Hartberg Halle, Hartberg Durata: 1h:55 - Spettatori: 1 150  | Austria     | 1 - 3 | Belgio      | 15-25, 21-25, 27-25, 18-25 |
| 13 agosto 2025 Tomabelhal, Roeselare Durata: 1h:04 - Spettatori: 1 900               | Belgio      | 3 - 0 | Azerbaigian | 25-13, 25-9, 25-13         |
| 16 agosto 2025 Palazzetto dello sport A.Y.S., Baku Durata: 1h:07 - Spettatori: 250   | Azerbaigian | 0 - 3 | Austria     | 13-25, 12-25, 18-25        |

#### Classifica
| Pos. | Squadra     | Pt | G | V | P | SV | SP | Ratio  | PF  | PS  | Ratio |
| ---- | ----------- | -- | - | - | - | -- | -- | ------ | --- | --- | ----- |
| 1.   | Belgio      | 12 | 4 | 4 | 0 | 12 | 1  | 12,000 | 325 | 218 | 1,490 |
| 2.   | Austria     | 6  | 4 | 2 | 2 | 7  | 6  | 1,166  | 285 | 271 | 1,051 |
| 3.   | Azerbaigian | 0  | 4 | 0 | 4 | 0  | 12 | 0,000  | 179 | 300 | 0,596 |

      Qualificata al campionato europeo 2026.

### Girone C

#### Risultati
| 18 agosto 2024 Sør Amfi, Arendal Durata: 1h:34 - Spettatori: 750           | Norvegia   | 3 - 0 | Montenegro | 25-19, 28-26, 25-20        |
| 24 agosto 2024 Sportski centar, Kolašin Durata: 1h:44 - Spettatori: 350    | Montenegro | 1 - 3 | Rep. Ceca  | 25-20, 18-25, 22-25, 21-25 |
| 29 agosto 2024 Sportovní hala Mír, Tábor Durata: 1h:17 - Spettatori: 1 525 | Rep. Ceca  | 3 - 0 | Norvegia   | 25-17, 25-14, 25-20        |
| 9 agosto 2025 Sør Amfi, Arendal Durata: 1h:46 - Spettatori: 900            | Norvegia   | 1 - 3 | Rep. Ceca  | 25-23, 19-25, 22-25, 20-25 |
| 13 agosto 2025 Sportovní hala Mír, Tábor Durata: 1h:17 - Spettatori: 1 010 | Rep. Ceca  | 3 - 0 | Montenegro | 25-16, 25-22, 25-18        |
| 17 agosto 2025 Sportski centar, Kolašin Durata: 1h:50 - Spettatori: 350    | Montenegro | 3 - 1 | Norvegia   | 30-28, 25-17, 16-25, 25-18 |

#### Classifica
| Pos. | Squadra    | Pt | G | V | P | SV | SP | Ratio | PF  | PS  | Ratio |
| ---- | ---------- | -- | - | - | - | -- | -- | ----- | --- | --- | ----- |
| 1.   | Rep. Ceca  | 12 | 4 | 4 | 0 | 12 | 2  | 6,000 | 343 | 279 | 1,229 |
| 2.   | Norvegia   | 3  | 4 | 1 | 3 | 5  | 0  | 0,555 | 303 | 334 | 0,907 |
| 3.   | Montenegro | 3  | 4 | 1 | 3 | 4  | 10 | 0,400 | 303 | 336 | 0,901 |

      Qualificata al campionato europeo 2026.

### Girone D

#### Risultati
| 16 agosto 2025 Sportska sala Park, Strumica Durata: 2h:15 - Spettatori: 0   | Israele | 3 - 2 | Estonia | 18-25, 28-26, 21-25, 25-14, 18-16 |
| 24 agosto 2024 Kalevi spordihall, Tallinn Durata: 1h:27 - Spettatori: 1 800 | Estonia | 3 - 0 | Croazia | 25-16, 25-19, 25-22               |
| 21 agosto 2024 Dvorana Gradski Vrt, Osijek Durata: 2h:14 - Spettatori: 360  | Croazia | 1 - 3 | Israele | 22-25, 25-23, 22-25, 23-25        |
| 10 agosto 2025 Sportska sala Park, Strumica Durata: 2h:04 - Spettatori: 0   | Israele | 3 - 2 | Croazia | 25-22, 18-25, 25-21, 24-26, 15-10 |
| 13 agosto 2025 Dvorana Gradski Vrt, Osijek Durata: 1h:38 - Spettatori: 200  | Croazia | 1 - 3 | Estonia | 20-25, 25-22, 16-25, 20-25        |
| 17 agosto 2024 Kalevi spordihall, Tallinn Durata: 2h:04 - Spettatori: 1 185 | Estonia | 3 - 1 | Israele | 26-24, 25-22, 19-25, 25-18        |

#### Classifica
| Pos. | Squadra | Pt | G | V | P | SV | SP | Ratio | PF  | PS  | Ratio |
| ---- | ------- | -- | - | - | - | -- | -- | ----- | --- | --- | ----- |
| 1.   | Estonia | 10 | 4 | 3 | 1 | 11 | 5  | 2,200 | 373 | 337 | 1,106 |
| 2.   | Israele | 7  | 4 | 3 | 1 | 10 | 8  | 1,250 | 404 | 397 | 1,017 |
| 3.   | Croazia | 1  | 4 | 0 | 4 | 4  | 12 | 0,333 | 334 | 377 | 0,885 |

      Qualificata al campionato europeo 2026.

### Girone E

#### Risultati
| 17 agosto 2024 Habo Sporthall, Habo Durata: 1h:56 - Spettatori: 1 006               | Svezia   | 2 - 3 | Svizzera | 25-15, 25-20, 21-25, 19-25, 11-15 |
| 25 agosto 2024 Betoncoupe Arena, Schönenwerd Durata: 1h:56 - Spettatori: 1 000      | Svizzera | 3 - 2 | Spagna   | 25-16, 25-23, 19-25, 22-25, 15-9  |
| 28 agosto 2024 Palacio Multiusos, Guadalajara Durata: 1h:25 - Spettatori: 1 450     | Spagna   | 0 - 3 | Svezia   | 21-25, 20-25, 19-25               |
| 9 agosto 2025 Habo Sporthall, Habo Durata: 1h:47 - Spettatori: 867                  | Svezia   | 3 - 1 | Spagna   | 22-25, 25-23, 25-23, 25-22        |
| 13 agosto 2025 Pabellón Pedro Ferrándiz, Alicante Durata: 1h:22 - Spettatori: 2 200 | Spagna   | 0 - 3 | Svizzera | 17-25, 16-25, 20-25               |
| 16 agosto 2025 Axa-Arena, Winterthur Durata: 2h:09 - Spettatori: 1 300              | Svizzera | 3 - 2 | Svezia   | 21-25, 22-25, 26-24, 25-17, 15-9  |

#### Classifica
| Pos. | Squadra  | Pt | G | V | P | SV | SP | Ratio | PF  | PS  | Ratio |
| ---- | -------- | -- | - | - | - | -- | -- | ----- | --- | --- | ----- |
| 1.   | Svizzera | 9  | 4 | 4 | 0 | 12 | 6  | 2,000 | 390 | 352 | 1,108 |
| 2.   | Svezia   | 8  | 4 | 2 | 2 | 10 | 7  | 1,428 | 373 | 362 | 1,030 |
| 3.   | Spagna   | 1  | 4 | 0 | 4 | 3  | 12 | 0,250 | 304 | 353 | 0,861 |

      Qualificata al campionato europeo 2026.

### Girone F

#### Risultati
| 17 agosto 2024 New Volleyball Arena, Tbilisi Durata: 1h:04 - Spettatori: 800              | Georgia            | 0 - 3 | Macedonia del Nord | 12-25, 14-25, 18-25        |
| 25 agosto 2024 Sportski centar Jane Sandanski, Skopje Durata: 1h:49 - Spettatori: 5 500   | Macedonia del Nord | 1 - 3 | Grecia             | 25-15, 18-25, 23-25, 20-25 |
| 29 agosto 2024 Larissa Neapolis Arena, Larissa Durata: 1h:03 - Spettatori: 1 200          | Grecia             | 3 - 0 | Georgia            | 25-14, 25-8, 25-16         |
| 9 agosto 2025 New Volleyball Arena, Tbilisi Durata: 1h:10 - Spettatori: 200               | Georgia            | 0 - 3 | Grecia             | 16-25, 10-25, 15-25        |
| 13 agosto 2025 Gymnastīrio Merkourī, Agios Ioannis Rentis Durata: 1h:31 - Spettatori: 725 | Grecia             | 3 - 0 | Macedonia del Nord | 25-18, 25-15, 27-25        |
| 17 agosto 2025 Sportski centar Boris Trajkovski, Skopje Durata: 1h:09 - Spettatori: 1 250 | Macedonia del Nord | 3 - 0 | Georgia            | 25-13, 25-16, 25-17        |

#### Classifica
| Pos. | Squadra            | Pt | G | V | P | SV | SP | Ratio  | PF  | PS  | Ratio |
| ---- | ------------------ | -- | - | - | - | -- | -- | ------ | --- | --- | ----- |
| 1.   | Grecia             | 12 | 4 | 4 | 0 | 12 | 1  | 12,000 | 317 | 223 | 1,421 |
| 2.   | Macedonia del Nord | 6  | 4 | 2 | 2 | 7  | 6  | 1,166  | 294 | 257 | 1,144 |
| 3.   | Georgia            | 0  | 4 | 0 | 4 | 0  | 12 | 0,000  | 169 | 300 | 0,563 |

      Qualificata al campionato europeo 2026.

### Girone G

#### Risultati
| 17 agosto 2024 Palestra e Sporteve Bashkim Selishta, Gjila Durata: 1h:07 - Spettatori: 550     | Kosovo     | 0 - 3 | Lettonia   | 14-25, 19-25, 17-25        |
| 25 agosto 2024 Zemgales Olimpiskais centrs, Jelgava Durata: 2h:02 - Spettatori: 850            | Lettonia   | 3 - 1 | Slovacchia | 25-23, 21-25, 26-24, 25-21 |
| 28 agosto 2024 Mestská športová hala, Nitra Durata: 1h:10 - Spettatori: 812                    | Slovacchia | 3 - 0 | Kosovo     | 25-21, 25-14, 25-9         |
| 9 agosto 2025 Palestra Bill Clinton, Ferizaj Durata: 1h:01 - Spettatori: 230                   | Kosovo     | 0 - 3 | Slovacchia | 20-25, 14-25, 13-25        |
| 13 agosto 2025 Športové centrum Žilinskej univerzity, Žilina Durata: 1h:47 - Spettatori: 1 200 | Slovacchia | 3 - 1 | Lettonia   | 18-25, 26-24, 25-15, 25-19 |
| 16 agosto 2025 Komandu sporta spēļu halle, Riga Durata: 1h:27 - Spettatori: 1 350              | Lettonia   | 3 - 1 | Kosovo     | 25-13, 25-12, 23-25, 25-16 |

#### Classifica
| Pos. | Squadra    | Pt | G | V | P | SV | SP | Ratio | PF  | PS  | Ratio |
| ---- | ---------- | -- | - | - | - | -- | -- | ----- | --- | --- | ----- |
| 1.   | Slovacchia | 9  | 4 | 3 | 1 | 10 | 4  | 2,500 | 337 | 271 | 1,243 |
| 2.   | Lettonia   | 9  | 4 | 3 | 1 | 10 | 5  | 2,000 | 353 | 303 | 1,165 |
| 3.   | Kosovo     | 0  | 4 | 0 | 4 | 1  | 12 | 0,083 | 207 | 323 | 0,640 |

      Qualificata al campionato europeo 2026.

## Verdetti
| Squadra            | Rosa | Posizione       |
| ------------------ | ---- | --------------- |
| Belgio             |      | 1ª nel girone B |
| Danimarca          |      | 1ª nel girone A |
| Estonia            |      | 1ª nel girone D |
| Grecia             |      | 1ª nel girone F |
| Israele            |      | 2ª nel girone D |
| Lettonia           |      | 2ª nel girone G |
| Macedonia del Nord |      | 2ª nel girone F |
| Rep. Ceca          |      | 1ª nel girone C |
| Slovacchia         |      | 1ª nel girone G |
| Svezia             |      | 2ª nel girone E |
| Svizzera           |      | 1ª nel girone E |
| Turchia            |      | 2ª nel girone A |
| Austria            |      | 2ª nel girone B |
| Azerbaigian        |      | 3ª nel girone B |
| Croazia            |      | 3ª nel girone D |
| Georgia            |      | 3ª nel girone F |
| Kosovo             |      | 3ª nel girone G |
| Montenegro         |      | 3ª nel girone C |
| Norvegia           |      | 2ª nel girone C |
| Spagna             |      | 3ª nel girone E |
| Ungheria           |      | 3ª nel girone A |

|  | Qualificata al campionato europeo 2026. |